# N26
N26 (conocido como Number26 hasta julio de 2016) es un banco alemán con sede en Berlín (Alemania) con licencia bancaria europea que ofrece sus servicios en países de la eurozona. Actualmente excepto en Alemania, solo tiene una única sucursal en la capital de nación de cada país en el cual opera, pues es un banco en línea.

## N26 en España
N26 proporciona una cuenta bancaria gratuita, N26 Estándar, y tres cuentas de pago, N26 Smart, N26 You y N26 Metal. Además ofrece una versión autónomos de cada una de estas cuentas bajo el nombre N26 Business. Dependiendo del país el banco ofrece diferentes servicios como descubierto o productos de inversión.
El proceso de apertura de la cuenta puede ser completado mediante una videollamada con un agente de N26 en 8 minutos, o subiendo una foto del DNI y una foto del usuario a su app. Sólo están admitidos una serie de pasaportes para este trámite; el resto de pasaportes no aceptados tiene que visitar una oficina de correos en Alemania para poder hacer el proceso de verificación. En Alemania, Austria y Holanda los clientes pueden pedir también una tarjeta Maestro. La página web, la aplicación y el servicio de Atención al Cliente está disponible en inglés, alemán, francés, italiano y español independientemente del lugar de residencia. Esto ha hecho que sea uno de los primeros bancos en Alemania donde no hay que hacer ningún trámite en alemán para abrir la cuenta.
N26 no tiene ninguna comisión ni de apertura ni de mantenimiento. N26 ofrece también tres retiradas de efectivo gratuitas en cajeros en Euros cada mes. En Alemania y en España, el banco ofrece el servicio Cash26 que permite sacar dinero sin comisión usando la aplicación en diferentes supermercados, gasolineras y tiendas.
Desde noviembre de 2017, N26 ofrece a sus clientes la posibilidad de utilizar Apple Pay.
Los clientes pueden bloquear y desbloquear la tarjeta Mastercard a través de la app sin tener que contactar el centro de Atención al Cliente. De la misma forma, pueden habilitar las opciones de uso en el extranjero, modificar los límites diarios o el importe máximo para sacar en cajeros o pagos con tarjeta.
La aplicación de N26 reconoce los contactos del teléfono e identifica a otros usuarios con el propósito de mostrar a otros clientes del banco y poder usar así el servicio Moneybeam de envío instantáneo de dinero.
En 2022 se ha unido al servicio de transferencias instantáneas Bizum que se usa en territorio español por la mayoría de bancos y cajas de ahorros.

## Limitaciones
- Al final de 2019, N26 todavía no permitía domiciliar los recibos de la Seguridad Social o de Hacienda. Esta limitación puede ser problemática para los autónomos. A esta pregunta, N26 contestaba a sus clientes : "Las domiciliaciones de Hacienda y Seguridad Social, no son posibles de momento pues al ser nosotros un banco 100% online y enfocado en la app del móvil; dichas administraciones no lo permiten. Uno de sus requisitos obligatorios es que tengamos sucursales físicas y este no es nuestro modelo de trabajo". A partir de Septiembre de 2023, la entidad se convirtió en colaboradora de la Seguridad Social permitiendo recibir prestaciones y domiciliar el pago de sus cuotas con la Seguridad Social, el SEPE y el Imserso.[2]

- N26 permite descargar los recibos de sus transferencias, pero no permite descargar o pedir los recibos de ningún otro tipo de transacción (gastos con tarjeta, domiciliaciones de mutua / alquiler / agua etc.). Eso implica la imposibilidad de justificar gastos o de devolver un recibo de este tipo. Simplemente, no emiten ese tipo de recibos.

## Historia
Valentin Stalf y Maximilian Tayethal fundaron N26 en 2013 y lanzaron el producto inicial en 2015. Desde su lanzamiento, N26 ha crecido hasta tener 7 millones de clientes en 25 países, en 2021, según la propia compañía. N26 cuenta actualmente con más de 1500 empleados.
N26 ha anunciado su entrada en el Reino Unido en la primera mitad de 2018 y en el mercado estadounidense para mediados de 2018 a través de su filial de propiedad exclusiva con sede en Nueva York N26 Inc.
Desde enero de 2015, N26 ha estado disponible para Android, iOS, y sobremesa.
N26 ha recaudado más de 55 millones de dólares procedentes de inversores como Li Ka-Shing's Horizons Ventures, Battery Ventures y Valar Ventures, así como de miembros de la junta directiva de Zalando, Earlybird Venture Capital y Redalpine Ventures.
Desde enero de 2018, Francisco Sierra es el director general de N26 España. Los planes para N26 pasan por acelerar el crecimiento en el mercado español durante 2018 y lograr 100.000 clientes.
En marzo de 2018 N26 anunció una ronda de financiación de Serie C con 160 millones de dólares, liderada por Allianz X y Tencent. Ese mismo mes, el banco anuncia que supera los 850.000 clientes.
En enero de 2019 N26 anunció una ronda de financiación de Serie D con 300 millones de dólares, liderada por Insight Venture Partners y GIC Private Limited. Ese mismo mes, el banco anuncia que supera los 2.3 millones clientes.
En enero de 2020, N26 cuenta en España con más de 300.000 usuarios. Se estima que, a este ritmo de crecimiento, la entidad alcance más de medio millón de usuarios españoles para finales de 2020.
Desde enero de 2021, Marta Echarri es la nueva directora general de N26 España. Su objetivo es acelerar el crecimiento y liderar la expansión del banco en el país, donde ya cuenta con 600.000 clientes.
Además, cabe resaltar que durante muchos años N26 solo disponía de cuentas bancarias con un IBAN alemán (empezaba por DE y no por ES, por ejemplo), lo cual podía suponer una desventaja para muchos clientes. Pero desde 2019 está incorporando cuentas bancarias de otros países (como España).

## Servicios ofrecidos
N26 es una entidad bancaria online que ofrece una amplia gama de servicios financieros a sus clientes. Entre los servicios que ofrece se encuentran la apertura de cuentas bancarias digitales, tarjetas de débito y crédito, transferencias internacionales y locales, ahorros automáticos, y una plataforma de inversión en fondos indexados. 
Además, N26 proporciona a sus usuarios la posibilidad de realizar pagos móviles a través de su aplicación, así como la gestión de sus finanzas personales a través de herramientas de análisis y categorización de gastos. También ofrece un servicio de atención al cliente disponible las 24 horas del día, los 7 días de la semana.
Por otro lado, N26 ha implementado medidas de seguridad avanzadas para proteger la información y las transacciones de sus clientes, como la autenticación de dos factores y la encriptación de extremo a extremo.

## Países en donde opera N26
N26 está disponible en los siguientes países. Los servicios y productos varían según el país
- Islandia
- Liechtenstein
- Noruega
- Suiza
- Todos los países miembros de la Unión Europea.